# Khamezi
Khamezi (en grec, Χαμέζι) és un poblet de Grècia situat a l'illa de Creta. Pertany a la unitat perifèrica de Lassithi i al municipi i a la unitat municipal de Sitia. L'any 2011 tenia 253 habitants.

## Restes arqueològiques

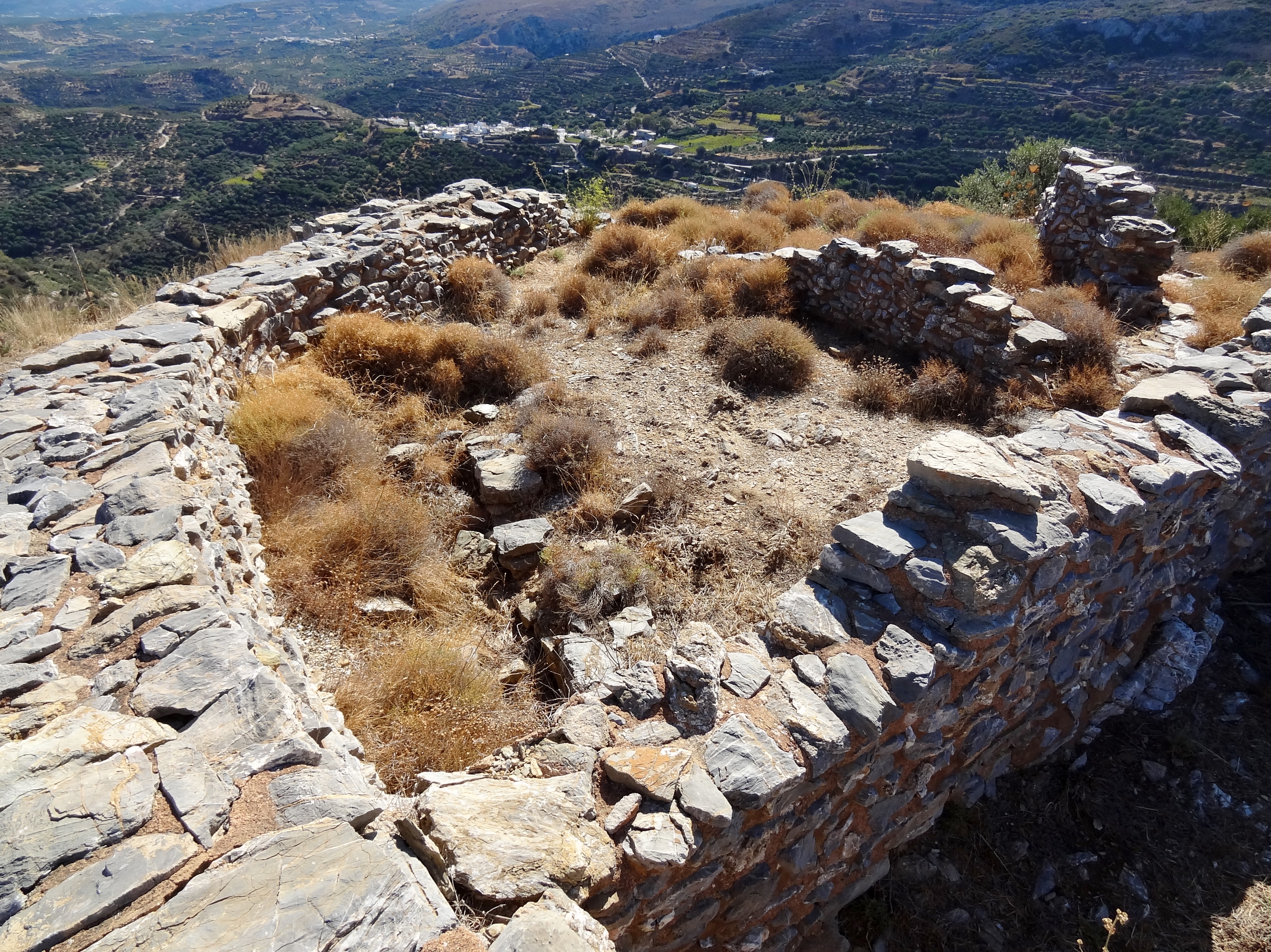
Restes arqueològiques de Khamezi

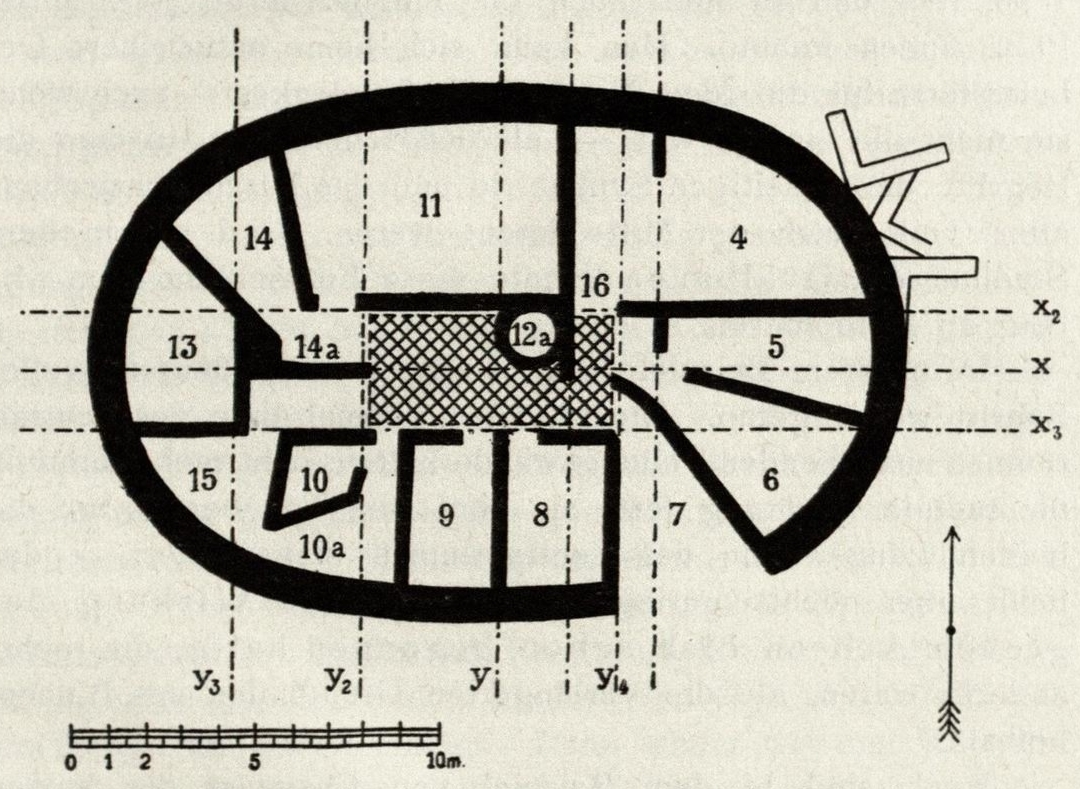
Plànol de l'edifici oval del jaciment arqueològic de Khamezi

A una distància d'1 km del poble, a la muntanya Souvloto Mouri, les excavacions han tret a la llum un edifici oval de nou cambres al voltant d'un petit pati amb una cisterna la superfície total del qual és de 21 x 15 m. Aquest edifici pertany al període minoic mitjà 1A però s'hi han identificat cinc fases de construcció i fou construït sobre un altre anterior pertanyent al període minoic antic. Al centre n'hi havia un petit santuari. Entre les troballes de les excavacions hi ha figuretes amb forma humana i d'animal, un torn, una taula d'ofrenes circular de terracota, fragments de pitos —alguns amb inscripcions en lineal A—, recipients de pedra, un ríton, tritons de petxines i ceràmica, diverses eines i objectes de coure, entre ells dues dobles destrals.
S'ha suggerit, a causa de la seua posició estratègica amb vista a la badia de Sitia i a la vall de Piskokéfalo, i als seus forts murs defensius, que podria ser un edifici de guaita dependent del palau de Malia i que abans haguera estat relacionat amb el palau de Petra.
Les primeres excavacions, les dirigí al 1903 Stephanos Xanthoudides i després, al 1971, Costis Davaras efectuà nous treballs arqueològics al lloc.